# Viliam Lenárt
Viliam Lenárt (8. listopadu 1935 Levoča – 4. června 1998) byl slovenský fotbalový útočník.

## Hráčská kariéra
V československé lize hrál za Lokomotívu Košice a Spartak VSS Košice, vstřelil celkem 3 prvoligové branky. V roce 1953 se stal s Lokomotívou Košice mistrem Československa v dorostenecké kategorii. V nižších soutěžích nastupoval také za Trebišov.

### Prvoligová bilance
| Ročník         | Zápasy | Góly | Minuty | Klub               |
| -------------- | ------ | ---- | ------ | ------------------ |
| I. liga 1953   | 8      | 3    | –      | Lokomotíva Košice  |
| I. liga 1956   | 3      | 0    | 270    | Spartak VSS Košice |
| CELKEM I. LIGA | 11     | 3    | –      |                    |